# Залізне серце (телесеріал, 2022)
«Залізне серце» (англ. The Iron Heart) — філіппінський гостросюжетний телесеріал із Річардом Гутьєрресом у головній ролі. Виходив на телеканалі Kapamilya Channel з 14 листопада 2022 року по 13 жовтня 2023 року.

## Сюжет
Аполлон Аделантар — агент під прикриттям, який відправляється на небезпечну місію знищити злочинну групу, на ім'я Альтаре, не знаючи про свого надійного друга, коли двоє його надійних союзників стають ворогами. Підживлюваний гірким і болісним минулим, Аполлон і його союзники стикаються з виснажливими завданнями, які кинуть виклик його рішучості та силі.

## У ролях

### Головні ролі
- Річард Гутьєррес — Аполлон «Пол» Аделантар / Олімпіо «Тісой» Кустодіо / Арієс Дела Торре
  - Кайл Ечаррі — юний Аполлон
- Альберт Мартінес — інж. Пріам дела Торре
- Джейк Куенка — Ерос «Командос» дель Ріо
  - Ренші де Гусман — юний Ерос
- Ямочки Романа — Селена Лариса
- Сью Рамірес — Вінус Магбануа
  - Ханна Лопес Віто — молода Вінус
- Софія Андрес — Нікс Боніфасіо
- Кармен Су — Гармонія Сін
- Ян Венерасьйон — Менандро Сін
- Крістіан Васкес — Оркус Сільверіо
- Рой Вінзон — Гектор Аделантар
- Луїз Абуель — Трой Аделантар
- Ентоні Дженнінгс — Кронус Лопес
- Алтея Руедас — Малія «Лія» Джусай
- Пепе Еррера — Посейдон Абусадо
- Дітер Окампо — Ехо Мадригал
- Марісель Лакса — адвокат. Хелен Гомес
- Мерілл Соріано — Хуно Суарес-Нуево
- Барон Гайслер — Янус Салазар
- Райан Ейгенманн — Адоніс Сальвадор
- Бенджі Парас — Афродіт «Афро» Вірей
- Дж. М. де Гузман — бр. Джозеф Круз

### Ролі другого плану
- Раїза Сенон — Сірсе Міранда
- Кріс Вільянуева — Тео де Легаспі
- Річард Куан — Атлас
- Алекс Медіна — Коа Беларміно
- Ігі Бой Флорес — Геркулес «Кулес» Немезіо
- Анна Луна — Гери Круз
- Крістал Брімнер — Айріс Геварра
- Фабіо Іде — Даррена
- Рубен Марія Сорікес — Маркуса
- Мануель Чуа — Ромуло Гіменес
- Тау Рейес — Оріон
- Джан Магдангал — Сіан
- Ленс Піментел — Ділан Рейес
- Міко Равал — Драко
- Анна Марін — Делія Аделантар
- Енцо Пінеда — герой Секвестро
- Мітой Йонтінг — Діоніс «Бунго» Магбануа
- Енді Абая — Майї
- Рафа Сігуйон-Рейна — Ксенон Алехандро
- Рубі Руїс — Кора